# سوفورادین
سوفورادین (به انگلیسی: Sophoradin) با فرمول شیمیایی C۳۰H۳۶O۴ یک ترکیب شیمیایی با شناسه پاب‌کم ۵۳۲۱۳۹۳ است. که جرم مولی آن ۴۶۰٫۶۰ g/mol می‌باشد. 